# Ligue provinciale
La Ligue provinciale est une ligue de baseball québécoise ayant existé des années 1930 aux années 1950 puis de la fin des années 1950 à la fin des années 1960. 
Elle est dite « hors-la-loi » ou « illégale », soit non reconnue par les autorités nord-américaines du baseball majeur et mineur, durant la majeure partie de son existence, de sa création dans les années Trente à 1950, puis officiellement homologuée et accréditée « classe C » de 1951 à 1955. Elle renaît en 1958 et existe jusqu'en 1970.
La Ligue provinciale ne doit pas être confondue avec la ligue homonyme connue sous le nom de Ligue provinciale du Québec, légale et concurrente de la première, qui eut une courte existence de 1940 à 1941.

## Clubs
La ligue provinciale a intégré en son sein des équipes de Montréal, Québec et Trois-Rivières, ainsi que Sherbrooke, Granby, Drummondville, St-Hyacinthe et St-Jean, voire des villes plus petites telles que Farnham et Thetford Mines. On compte parmi celles-ci :
- Athlétiques de Sherbrooke
- Braves de Québec
- Cubs de Drummondville
- Indiens de Québec
- Red Sox de Granby